# Algo celosa
Algo celosa, en idioma original Jalouse, es el nombre de una película de comedia francesa dirigida por David y Stéphane Foenkinos, estrenada en 2017.

## Argumento
Casi de un día para otro Nathalie Pêcheux, una mujer divorciada profesora de francés, pasa por un proceso de transformación de madre adorable a persona celosa, al comenzar a sentir celos de su hija Mathilde, una guapa bailarina de ballet clásico de 18 años. Su problema aumenta cuando también comienza a tener celos de sus amigos, de sus compañeros de trabajo y hasta de sus vecinos.

## Reparto
- Karin Viard: Nathalie
- Anne Dorval: Sophie
- Thibault de Montalembert: Jean-Pierre
- Anaïs Demoustier: Mélanie
- Dara Tombroff: Mathilde
- Bruno Todeschini: Sébastien
- Marie-Julie Baup: Isabelle
- Corentin Fila: Félix
- Stéphane Foenkinos: profesora de yoga
- Éric Frey
- Yves Heck: profesor de historia

## Premios
* Fuente: Página de la película en IMDb. 
| Año  | Premio o festival    | Categoría               | Nominado         | Resultado |
| ---- | -------------------- | ----------------------- | ---------------- | --------- |
| 2017 | Festival Jean Carmet | Mejor actriz secundaria | Marie-Julie Baup | Ganadora  |
| 2018 | Premios César        | Mejor actriz            | Karin Viard      | Nominada  |
| 2018 | Premios Lumières     | Mejor actriz            | Karin Viard      | Nominada  |
| 2018 | Globos de Cristal    | Mejor actriz            | Karin Viard      | Ganadora  |